# Pager

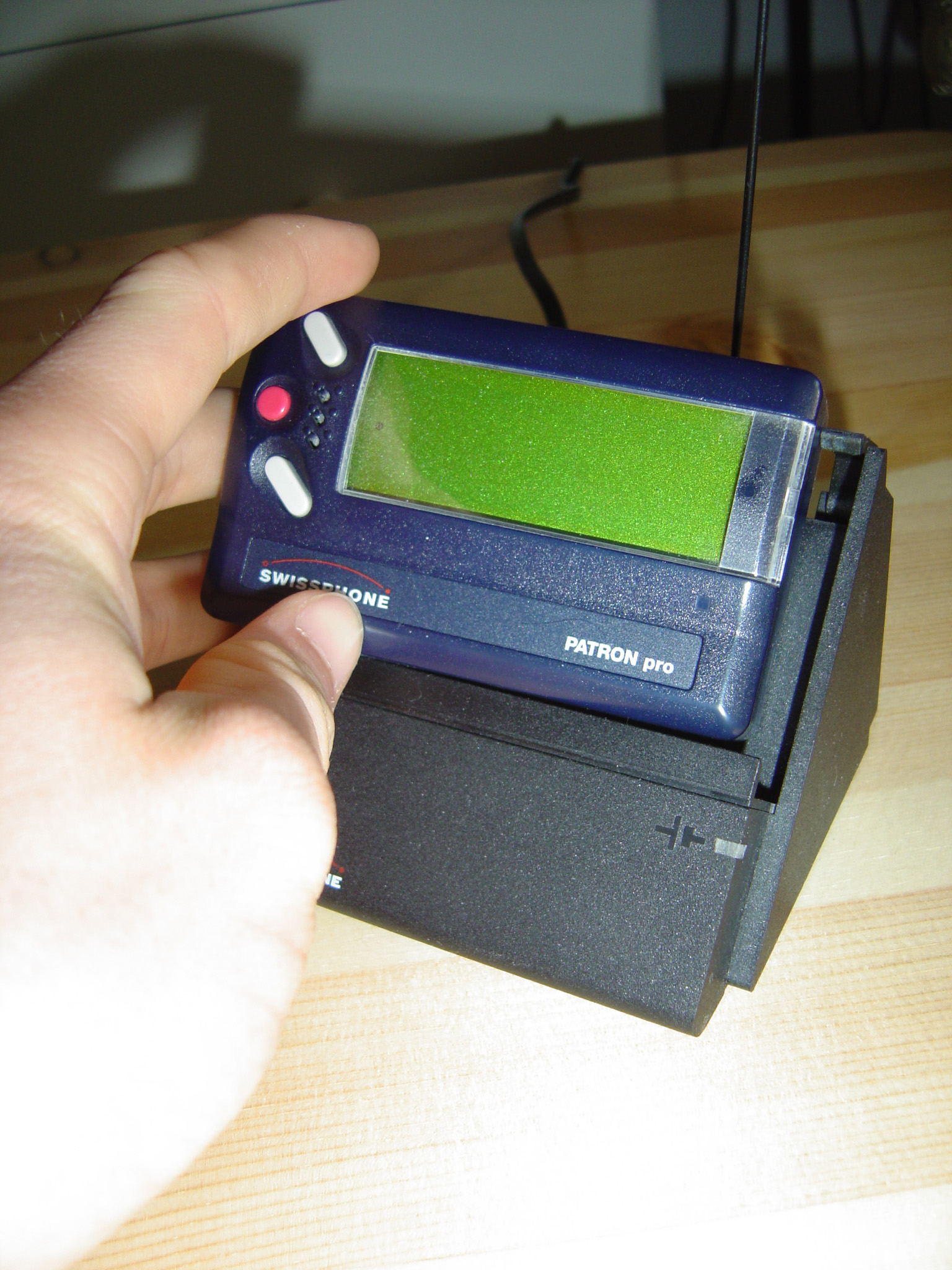
Zdjęcie typowego pagera

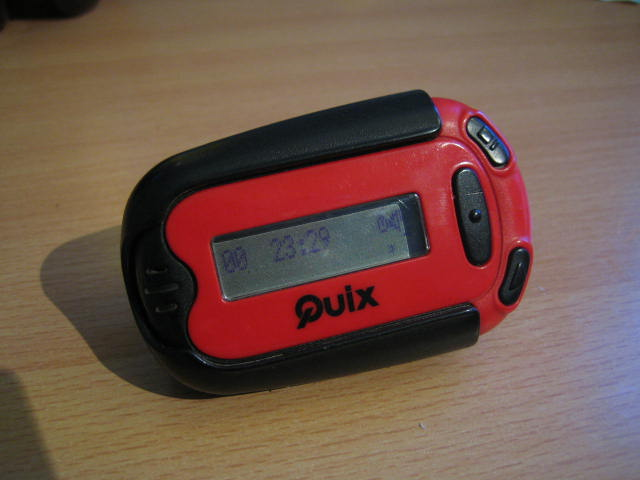
Pager

Pager – aparat abonencki pracujący w sieci przywoławczej, używany do przesyłania drogą radiową krótkich informacji osobie znajdującej się w zasięgu jednego z nadajników połączonych z centralą przywoławczą.

## Opis i funkcje
Podobnie jak telefon komórkowy, pager używa transmisji radiowych do komunikacji z centrami, różnica polega jednak na sposobie transmisji. Duża część używanych pagerów nie jest w stanie wysyłać danych, a jedynie je odbierać, skutkiem czego pager nie może potwierdzić odebrania wiadomości do centrum. Aby zwiększyć skuteczność dostarczania wiadomości, wysyłana jest ona kilkakrotnie w coraz większych odstępach czasowych. Po odebraniu i wyświetleniu danej wiadomości, pager ignoruje kolejne dostarczane kopie.
Współcześnie znaczenie pagerów maleje, wciąż jednak używa się ich w miejscach, gdzie niedostępne są sieci komórkowe bądź gdzie używanie telefonów komórkowych jest niewskazane lub zabronione.
Głównymi odbiorcami usług tego typu są szpitale, służby użyteczności publicznej, pogotowia ratunkowe czy służby techniczne nadzorujące pracę maszyn.
Aktualnie najpopularniejszym protokołem pagingowym jest POCSAG, lecz wiele współczesnych pagerów korzysta już z protokołu FLEX i ReFLEX, opracowanego w połowie 1990 roku.
Pagery to urządzenia bardzo zróżnicowane, od bardzo prostych i tanich, po bardziej skomplikowane urządzenia łączności osobistej. Można podzielić je na osiem głównych kategorii:
- Sygnalizatory tonowe są najprostszą formą przywoływania
- Pagery głosowe/tonowe zapewniają możliwość wysłuchania nagranej wiadomości głosowej po otrzymaniu powiadomienia
- Pagery numeryczne z wyświetlaczem LCD identyfikujące numer telefonu lub inną informację numeryczną (zazwyczaj do 10 znaków)
- Alfanumeryczne pagery posiadające ekrany LCD z możliwością wyświetlania tekstu i ikon
- Pagery z wbudowanym nadajnikiem umożliwiającym potwierdzanie odebrania wiadomości
- Pagery dwukierunkowe z wbudowanymi klawiaturami QWERTY
- Modemy jednokierunkowe z wbudowanymi odbiornikami przywoławczymi, zdolnymi do podejmowania działań na podstawie wiadomości i otrzymywanych danych
- Modemy dwukierunkowe z podobnymi możliwościami co jednokierunkowe, z dodatkową możliwością przekazania swoich wiadomości i danych

## Historia
Pierwsze pagery weszły do użycia w roku 1950. W 1962 roku Bell System – amerykański monopolista telefoniczny potocznie znany jako „Ma Bell”, przedstawił swój system przywoławczy nazwany Bellboy (ang. Goniec hotelowy). Był to pierwszy komercyjny system do osobistego przywoływania. Było to również jedno z pierwszych zastosowań konsumenckich tranzystora (wynalezionego przez Bell Labs w 1947 roku), za co trzech wynalazców z Bell Labs otrzymało Nagrodę Nobla w dziedzinie fizyki w 1956 roku. Układ półprzewodnikowy w pagerze Bellboy był wielkości pilota do telewizora, aby pasował do kieszeni klienta lub do torebki, co było dość dużym wyczynem w tym okresie. Goniec był terminalem, który informował użytkownika, że ktoś próbował się z nim połączyć. Kiedy osoba otrzymywała sygnał dźwiękowy na pager, dzwoniła do centrum obsługi, które informowało go o wiadomości rozmówcy.

## W kulturze masowej
Jak w przypadku wielu nowych technologii, pager znalazł zastosowanie również jako narzędzie w życiu osobistym. W krótkim czasie, pagery ewoluowały z narzędzia dla profesjonalistów w powszechnie używany gadżet.
W czasie rosnącej popularności pagera stał się on przedmiotem różnych form przekazu, zwłaszcza na scenie hip-hopowej lat 90. Wschodzący artyści głównego nurtu, tacy jak Ice Cube, Method Man czy A Tribe Called Quest, zaczęli w swoich piosenkach wspominać o technologiach mobilnych, a w szczególności o pagerze. Singiel „Skypager” grupy Tribe Called Quest mówi bezpośrednio o wielkim znaczeniu nowego urządzenia w dziedzinie komunikacji bezprzewodowej. Natomiast Q-Tip mówi, że skypager „pełni ważną funkcję komunikacyjną dla młodych ludzi z zapełnionym kalendarzem”. Three 6 Mafia i ich przeboje „2-Way Freak”, „Beepers”, „Sir Mix-A-Lot’a” i „Bug a Boo” nagrane przez Destiny’s Child również wspominają o pagerach.
W autobiograficznej powieści „Parodia” Cizia Zyke wspomina o wykorzystaniu pagera podczas swojego pobytu w Toronto na przełomie 1972 i 1973 roku.

## Bezpieczeństwo
Pagery mają również zaletę prywatności w porównaniu z telefonami komórkowymi. Ponieważ pager jest tylko biernym odbiornikiem (nie wysyła informacji do stacji bazowej), jego lokalizacja nie może być śledzona. Jednak może to być również niekorzystne, wiadomość wysłana na pager musi zostać przekazana z każdego nadajnika w obszarze usług pagera. Tak więc, jeśli pager ma międzynarodowe połączenie, wiadomości wysyłane do niego mogą zostać przechwycone przez przestępców lub organy ścigania.
17 września 2024 roku około godziny 15:30 w Libanie i Syrii jednocześnie eksplodowały tysiące używanych przez bojowników Hezbollahu pagery, a dzień później eksplodowały walkie-talkie, gdzie za atakami prawdopodobnie stały służby Izraelskie Mosadu.